# Triptyque Moreel
Le Triptyque Moreel est une œuvre du peintre primitif flamand Hans Memling. Huile sur bois de 121 × 291,5 cm (panneau central) et 121 × 69 cm (volets latéraux), le panneau central représente saint Christophe, saint Maur et saint Gilles entourés de Willem Moreel — important homme politique et riche banquier de la branche brugeoise de la Banque de Rome — et de son épouse Barbara van Vlaenderberch, les deux donateurs. Réalisé en 1484, il est exposé au Groeningemuseum à Bruges. 

## Composition

### Panneau central
Au milieu du panneau central se tient le géant saint Christophe — saint patron des voyageurs — qui traverse une rivière en portant l'Enfant Jésus sur ses épaules, selon la version popularisée par la Légende dorée de Jacques de Voragine. Ici, les proportions ne sont pas respectées et saint Christophe est représenté faisant la même taille que les personnages qui l'entourent. Saint Christophe est vêtu d'un habit bleu, recouvert d'une longue cape rouge rabattue sur son épaule droite. Ses longs cheveux sont attachés par un bandeau blanc. Il s'aide d'une longue branche de bois pour traverser la rivière. Le saint Christophe de Memling rappelle — par son habillement — le saint Christophe représenté par Jan van Eyck dans le retable de Gand (1432). Les deux autres saints qui l'entourent n'interviennent pas dans la légende de saint Christophe : à sa gauche le moine saint Maur avec une crosse et un livre ouvert ; et, à sa droite l'ermite bénédictin saint Gilles au bras transpercé d'une flèche, une biche à ses côtés. 
La présence de ces trois saints est empreinte de symbolisme : saint Christophe protège de la mort subite ; saint Maur fait référence au nom du donateur (Moreel) alors que saint Gilles, qui — selon la légende — avait protégé une biche (en néerlandais, biche se dit « hert », rappelle le nom de sa femme.
Le paysage se poursuit sur l'ensemble des panneaux et contribue par sa lumière douce à unifier la composition globale. On reconnaît une prairie sauvage émaillée de fraises des bois, de pâquerettes, d'anémones hépatiques, de narcisses ou de plantain.

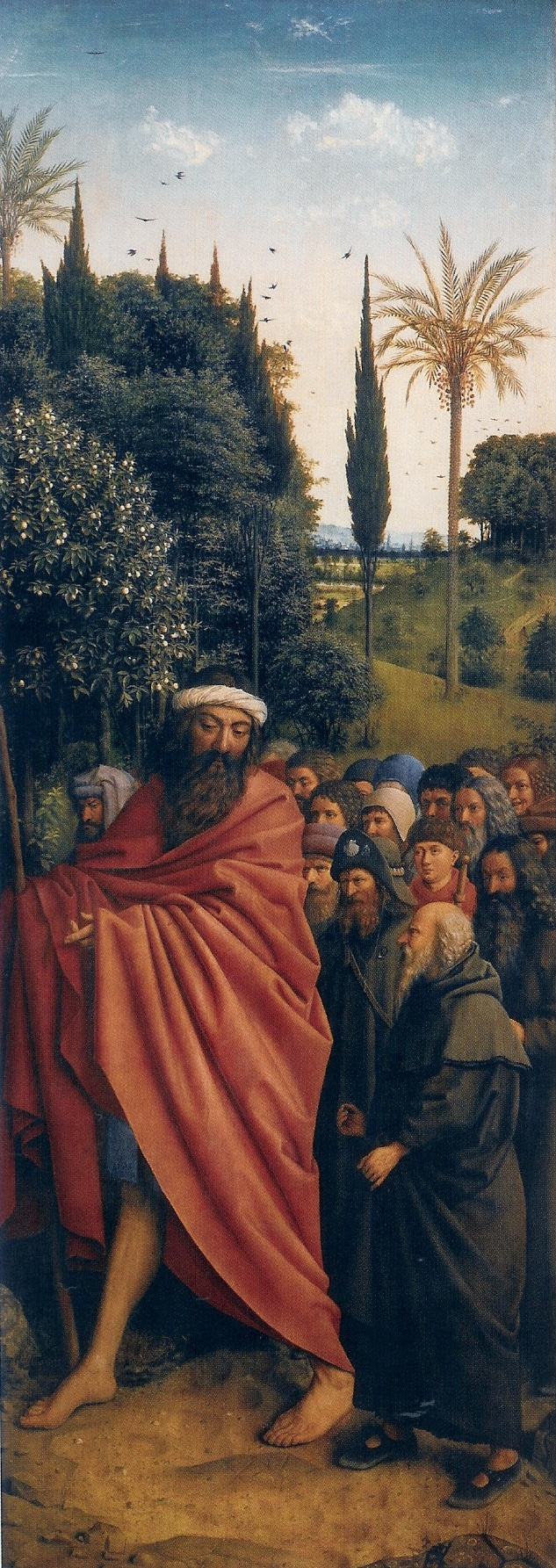
Détail - Saint Christophe et les pèlerins sur l'Adoration de l'Agneau mystique de Jan van Eyck (1432)
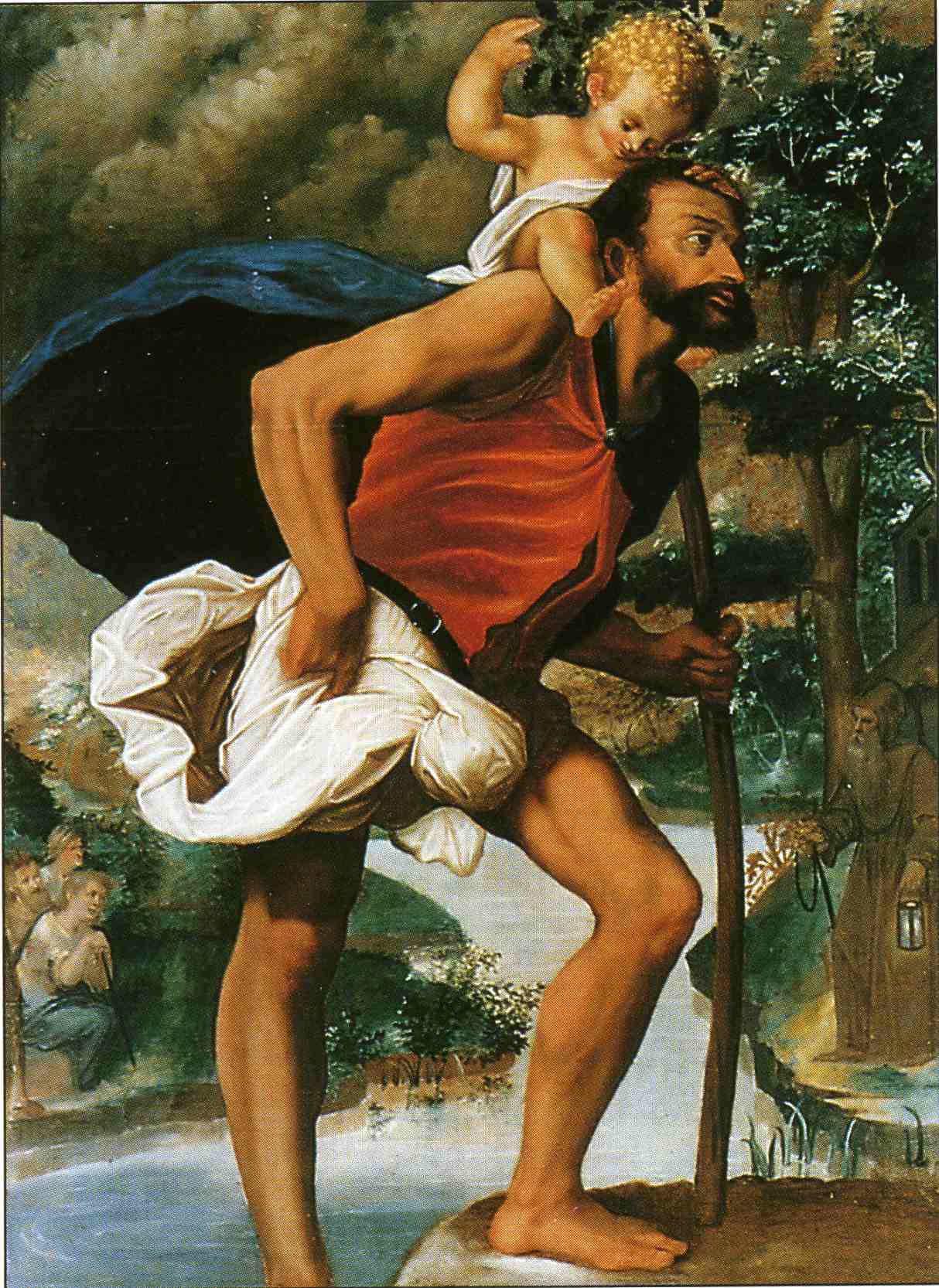
Saint Christophe, par Claude Bassot (1607)
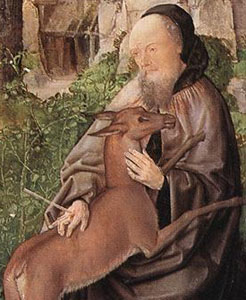
Saint Gilles et la biche, (détail), Maître de Saint Gilles, National Gallery de Londres

### Volets latéraux

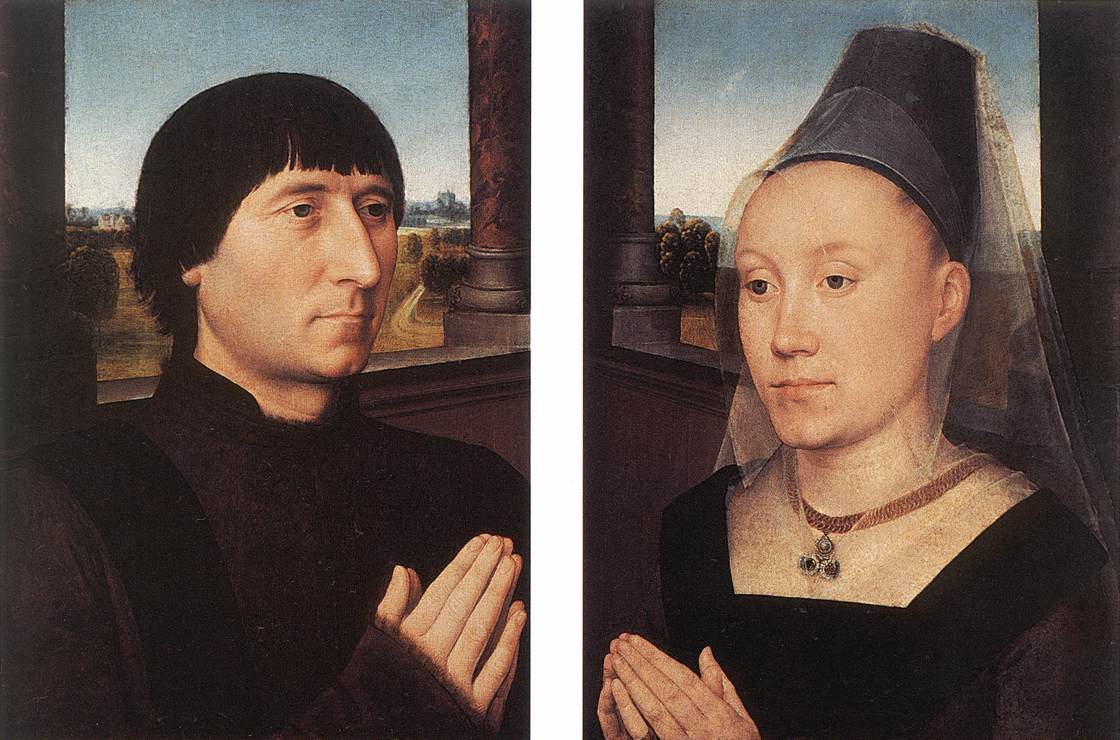
Portrait des époux Moreel, Hans Memling, Musée d'art ancien de Bruxelles, 1482

Sur le volet de gauche du triptyque, à la place d'honneur à droite des saintes figures du panneau central, est représenté le donateur Willem Moreel. Entouré de ses cinq fils, il est agenouillé, les mains jointes devant un livre de prière ouvert devant lui. Il porte une robe doublée de fourrure sans ceinture ni bouton sur son pourpoint noir, très à la mode dans les années 1480. Son protecteur saint Guillaume le présente à Marie en posant sa main gantée sur son épaule. À l'arrière plan se dessine une ville fortifiée — peut-être Bruges — dont les hautes murailles sont entourées de douves. 
Sur le volet droit, la femme du donateur Barbara van Vlaenderberch (ou van Hertsvelde) est — elle aussi — agenouillée devant un livre de prière. Elle est vêtue d'une robe de soie damassée à col blanc et une large ceinture rouge à boucle dorée. Derrière elle, sa patronne sainte Barbe est représentée avec sa tour. Parmi les onze filles du couple, plusieurs ont une frontelle, boucle noire sur le front à laquelle est attaché un bandeau ou un capuchon. 

### Revers du triptyque

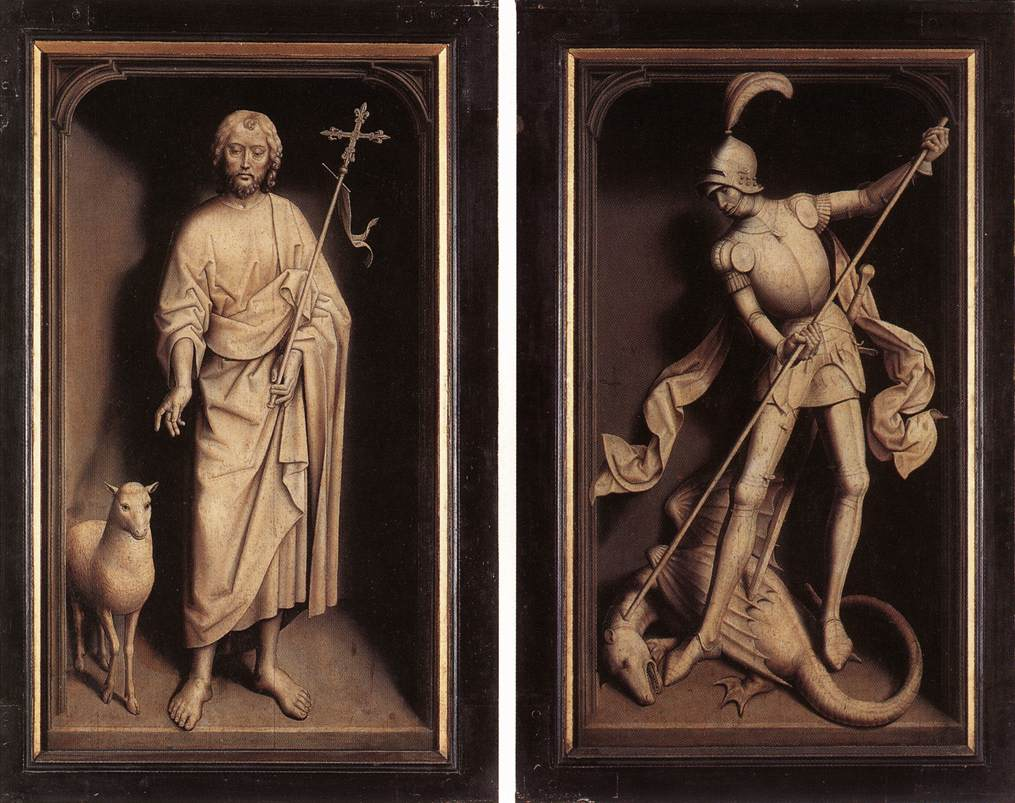
Le revers du triptyque

Au revers des volets latéraux, deux saints figurent en grisaille : saint Jean-Baptiste (gauche) et saint Georges (à droite). Les deux saint sont représentés selon l'iconographie chrétienne traditionnelle : saint Jean-Baptiste est accompagné de l'« agneau de Dieu », il tient dans sa main gauche un bâton surmonté d'une croix fleurdelisée ; alors que saint Georges est représenté terrassant le dragon. 
On ne sait pas bien pourquoi ces deux saints sont représentés au dos du triptyque. Peut-être parce qu'ils sont les protecteurs de deux des cinq fils de Guillaume Moreel : Jan (Jean) et Jaris (Georges) ? On sait que deux des enfants sont morts en bas âge et que l'aîné s'appelle Willem (Guillaume) comme son père. Il est donc déjà protégé par le protecteur de son père — saint Guillaume — figuré sur le volet intérieur gauche du triptyque.

## Analyse
Du point de vue de l’histoire de l’art, ce retable de Memling intéresse par la place qu’il occupe dans l’évolution de la peinture de paysage du XVe siècle ; parallèlement aux œuvres de Jan van Eyck, Rogier van der Weyden, Dirk Bouts et Hugo van der Goes, il illustre les progrès d’un genre pictural qui ne devint un genre à part entière qu’au début du XVIe siècle avec les paysages de Joachim Patinier. Aspect le plus frappant de l’œuvre, les trois saints monumentaux, avec Christophe au milieu, attirent toute l’attention sur le panneau central. Il est rare dans la peinture flamande de trouver des figures de saints en pied comme sujet principal d’un retable ; et, l'on ne retrouve pas ici les nombreux petits groupes narratifs — faisant référence aux vies des saints — disséminés dans le paysage. Les trois grands saints sont seuls, mais situés dans un paysage qui se prolonge sur les volets et présente des traits typiques de Memling. La juxtaposition de saints monumentaux fait penser à certains retables italiens tels que le « Retable de Santa Lucia dei Magnoli » de Domenico Veneziano. Aussi aux œuvres de Piero della Francesca, par exemple le retable de Sant’Agostino de 1460-1465 (Pérouse, Galleria Nazionale dell’Umbria) ou le polyptyque de la « Madonna della Misericordia » de 1445-1460 (Sansepolcro, Museo Civico) aux figures monumentales. La question est de savoir si Memling a connu ces œuvres et par quels canaux. Il est établi qu’il avait de nombreux contacts avec la colonie italienne de Bruges.

### Sources et bibliographie
- Généalogie de la famille Moreel, éd. Gaillard, 1864, p. 184-185 Lire en ligne